# Amanatsu
Amanatsu (甘夏) hay còn gọi là natsumikan (ナツミカン, 夏蜜柑, なつみかん) hay natsudaidai (ナツダイダイ/夏橙), là một loại trái cây có múi của Nhật Bản. Cây thuộc nhóm trái cây có múi muộn có nguồn gốc từ Nhật Bản và được trồng theo truyền thống ở Nhật Bản và Trung Quốc. Được xem là giống lai giữa bưởi và quýt. Quả ngọt và mọng nước nên được ưa chuộng tại các vùng phía nam và ven biển Nhật Bản, nơi mùa đông không quá khác nghiệt.

## Phân loại

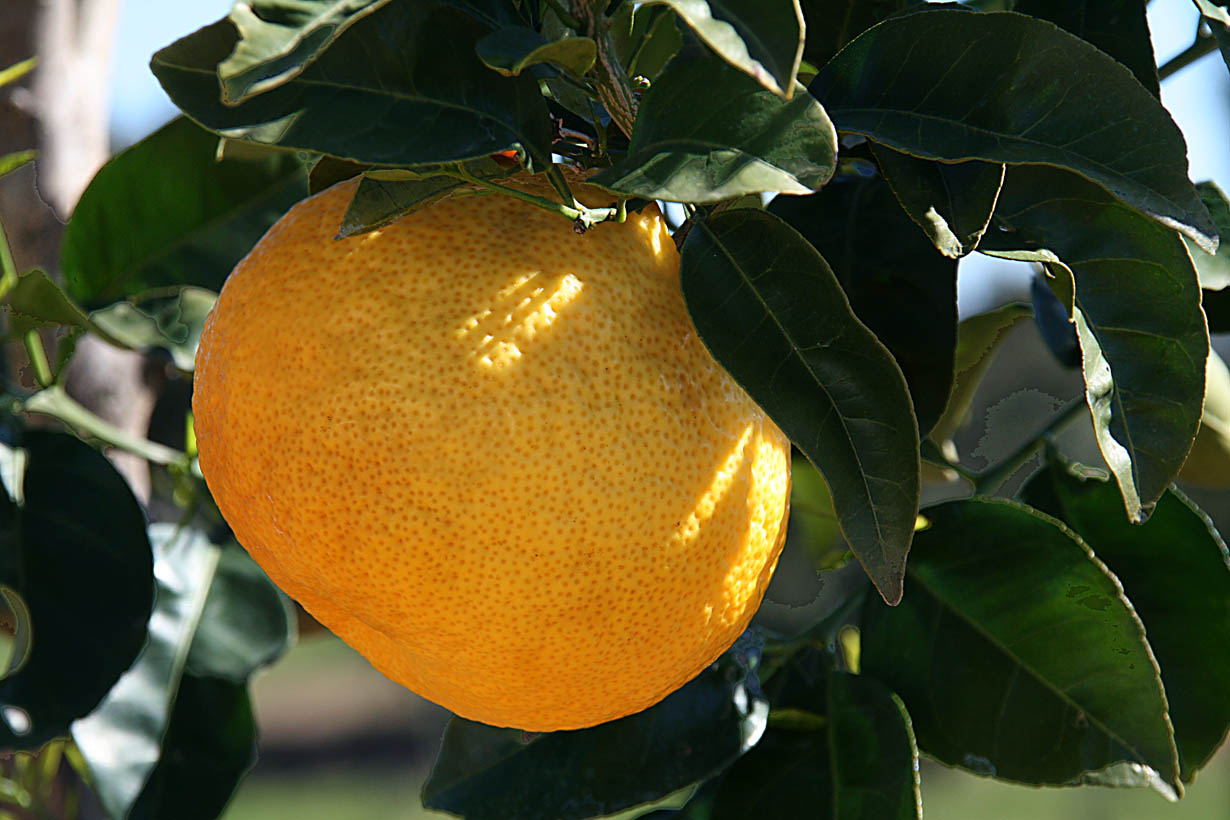
Amanatsu vào tháng Ba

Amanatsu (甘夏, cam hạ) nghĩa đen là "mùa hè ngọt" trong tiếng Nhật. Ở Trung Quốc, quả được đặt tên là 日本夏橙 (Nhật Bản hạ chanh) tức cam mùa hè Nhật Bản. Trong tiếng Hàn là 하귤 (hagyul).
Citrus natsudaidai Hayata là danh pháp khoa học được công nhận (phân loại Tanaka, 1350 lần xuất hiện vào năm 2020 trong Google Scholar), C x natsudaidai đôi khi được xem là danh pháp đồng nghĩa nhưng không phổ biến. Danh pháp đồng nghĩa có C. aurantium L., subsp natsudaidai Hayata, C. grandis var. natsudaidai (Yu.Tanaka) Karaya,, C. natsumikan và C. × aurantium.
Amanatsu còn có có tên là Kawano natsudaidai (カワノナツダイダイ) do có giả thuyết cho rằng quả được phát hiện vào năm 1935 tại vườn nhà ông Kawano Yutaka (川野豊) ở Tsukumi, tỉnh Ōita. Các tên gọi khác gồm amanatsu daidai (甘夏橙 cam hạ chanh tức cam ngọt mùa hè), amanatsukan (甘夏柑, cam hạ cam) và amanatsu mikan (甘夏蜜柑 - 甘夏みかん (amanatsumikan) quýt amanatsu.

### Canh tác

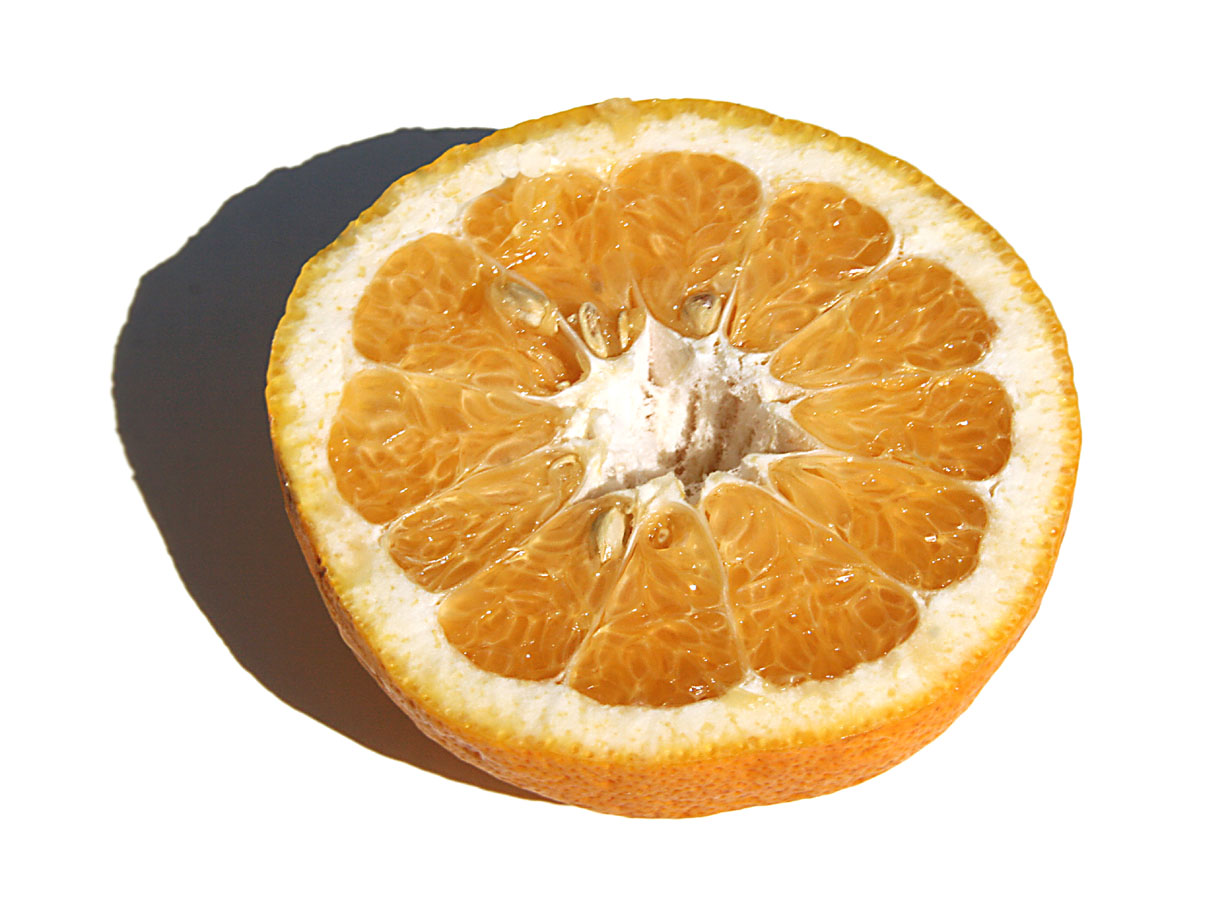
C. natsudaidai gọt nửa (tháng 3)

## Sử dụng

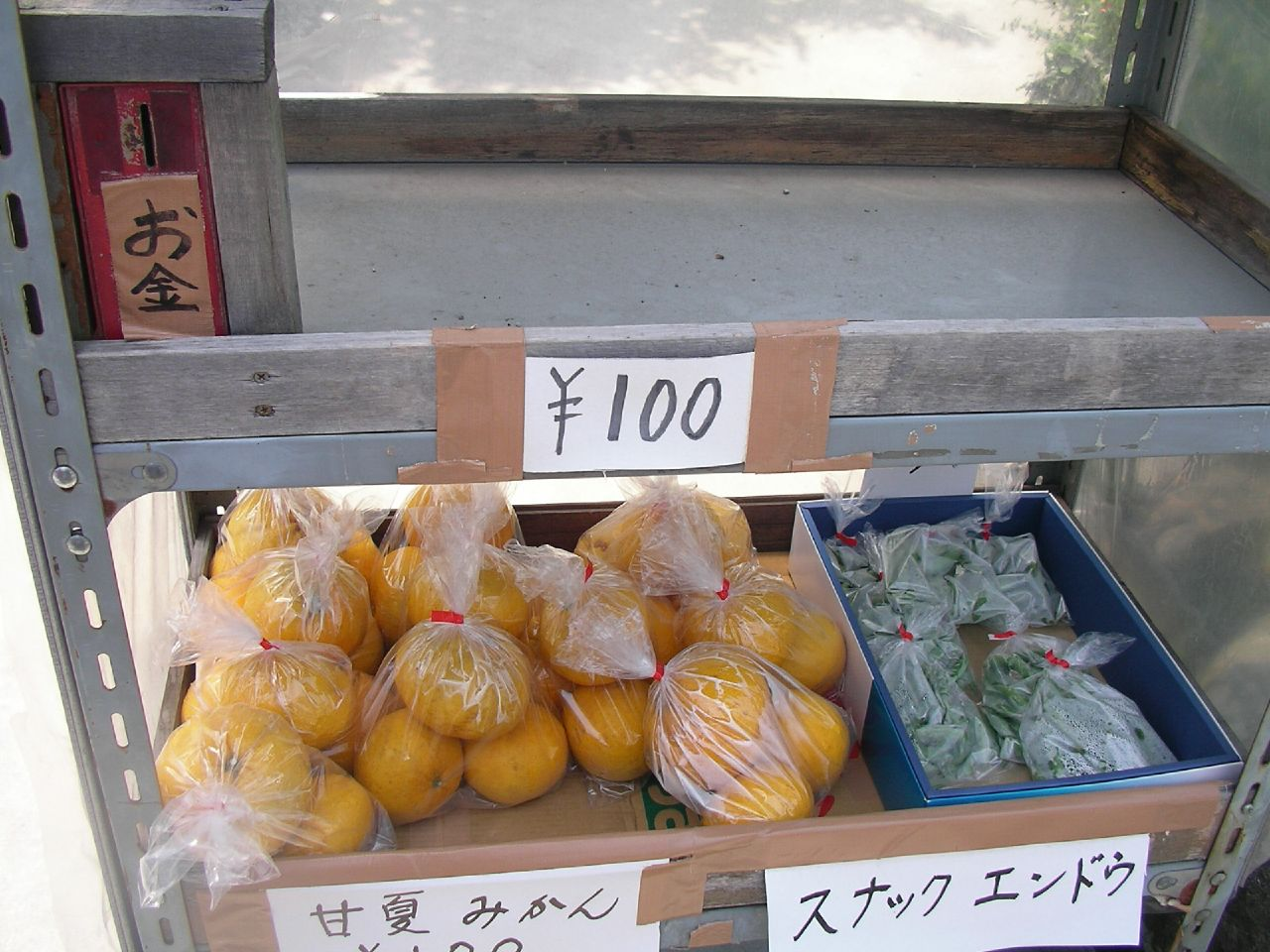
Amanatsu tại một khu chợ vào tháng 5

### Ẩm thực

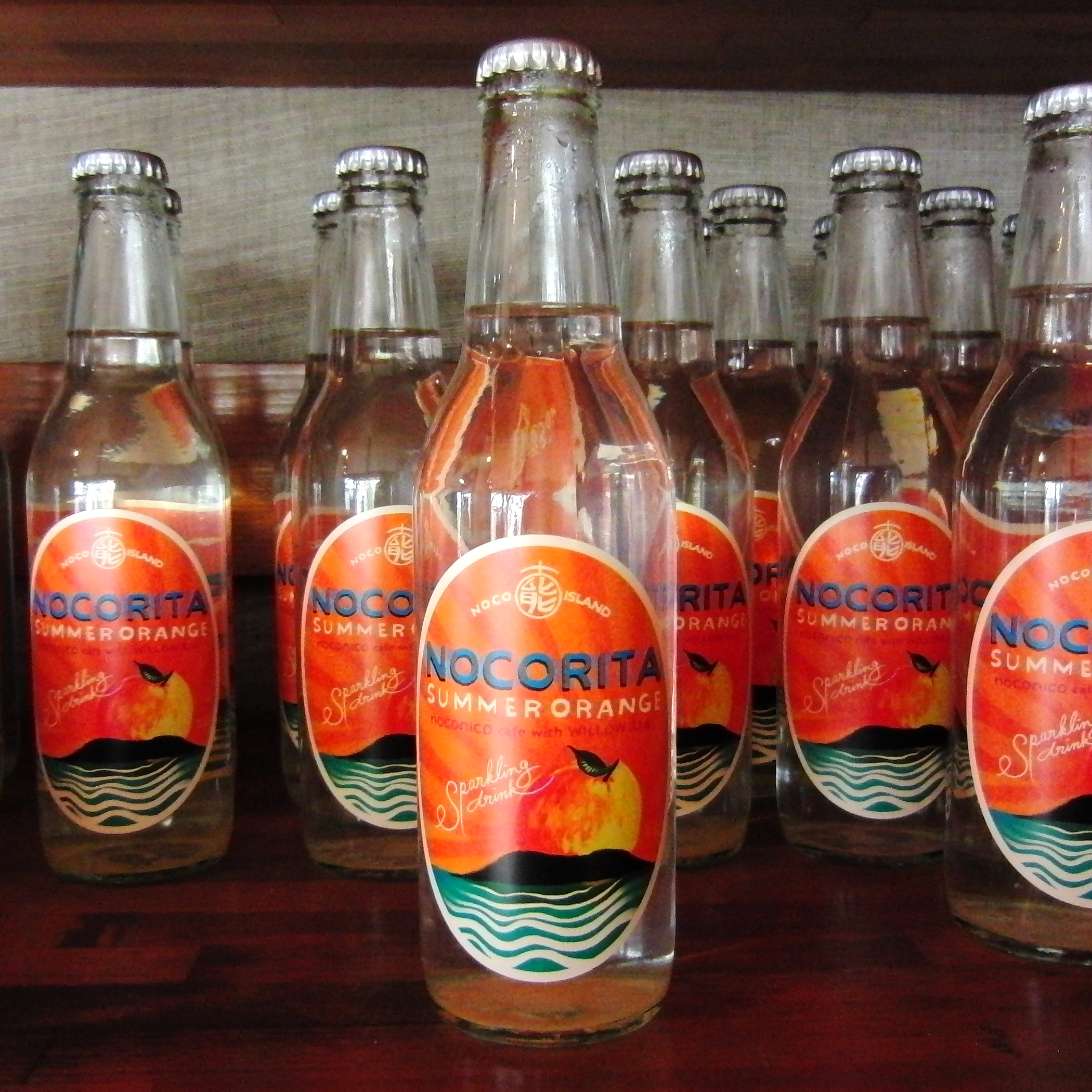
Rượu cam mùa hè Nhật Bản

### Hương vị

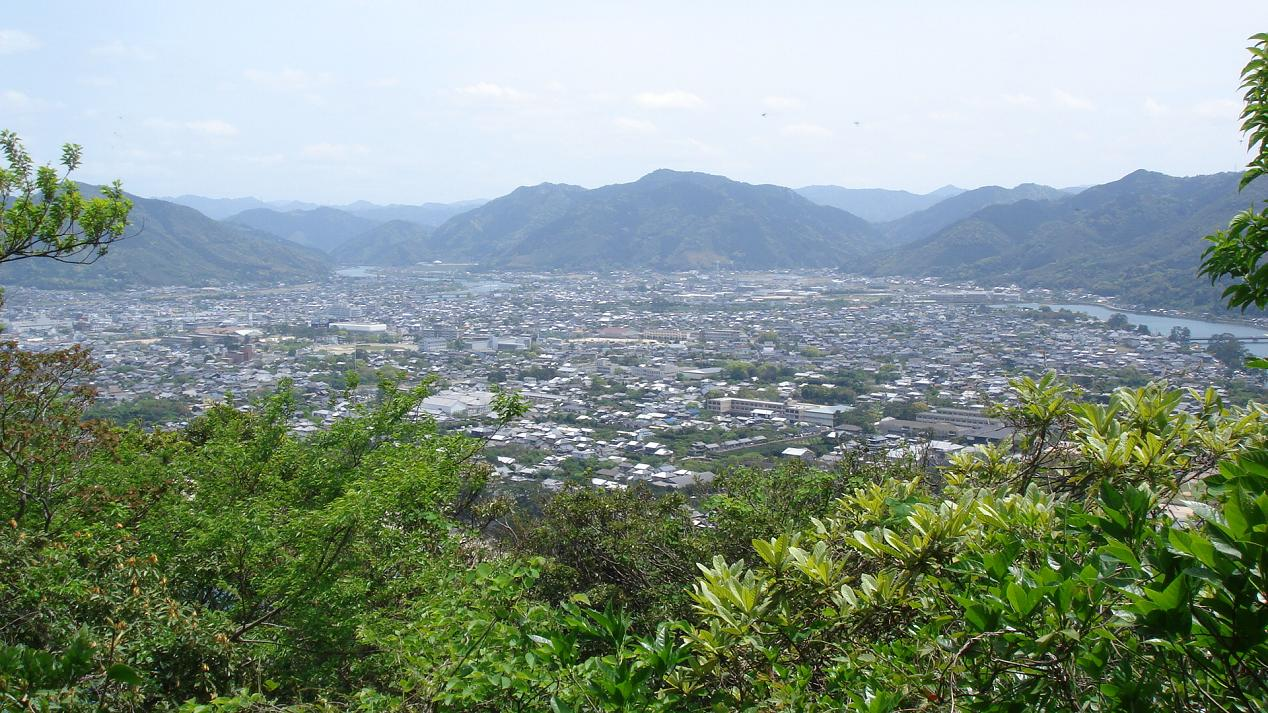
Thành phố Hagi

### Hoa

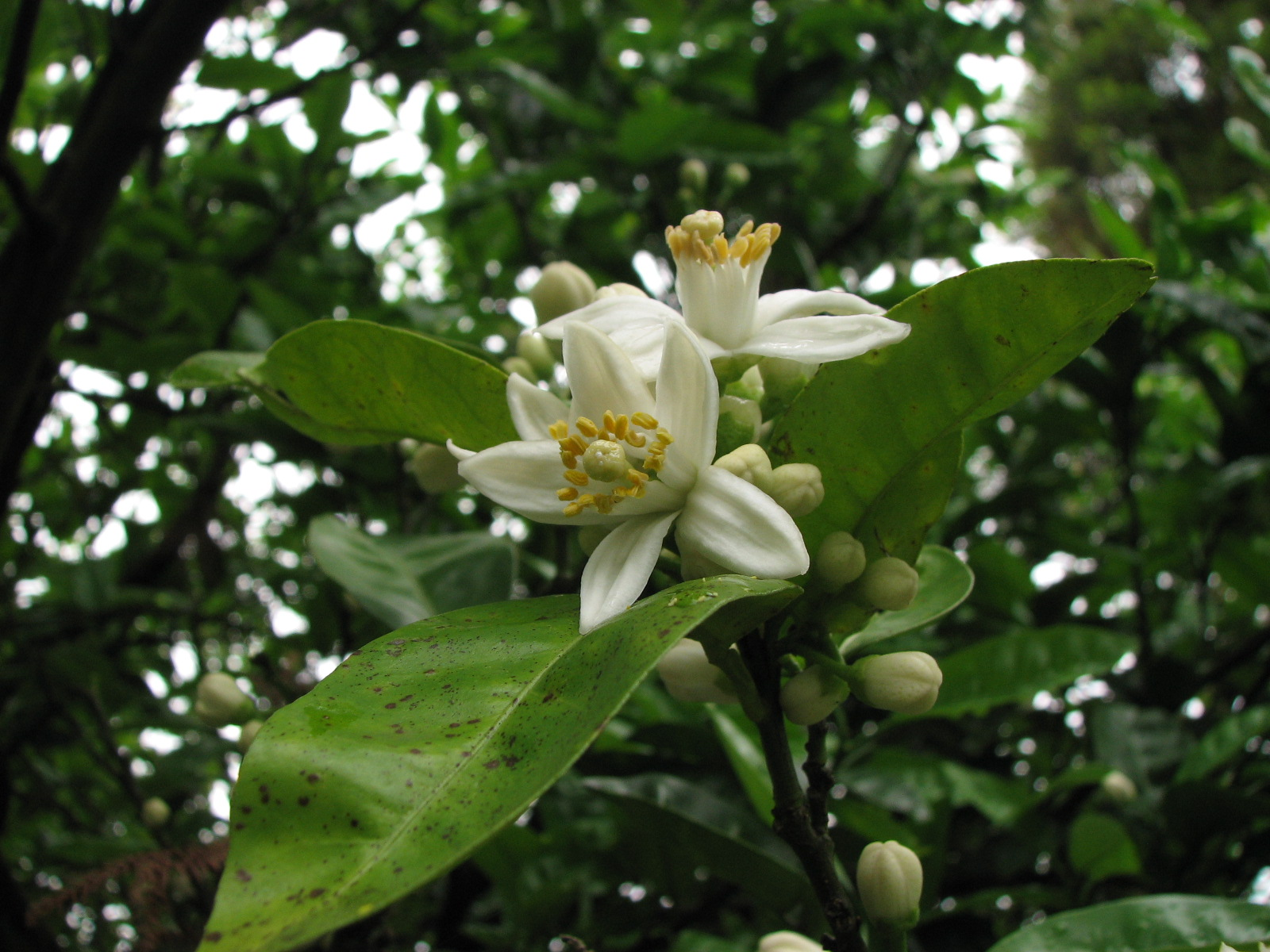
Hoa amanatsu

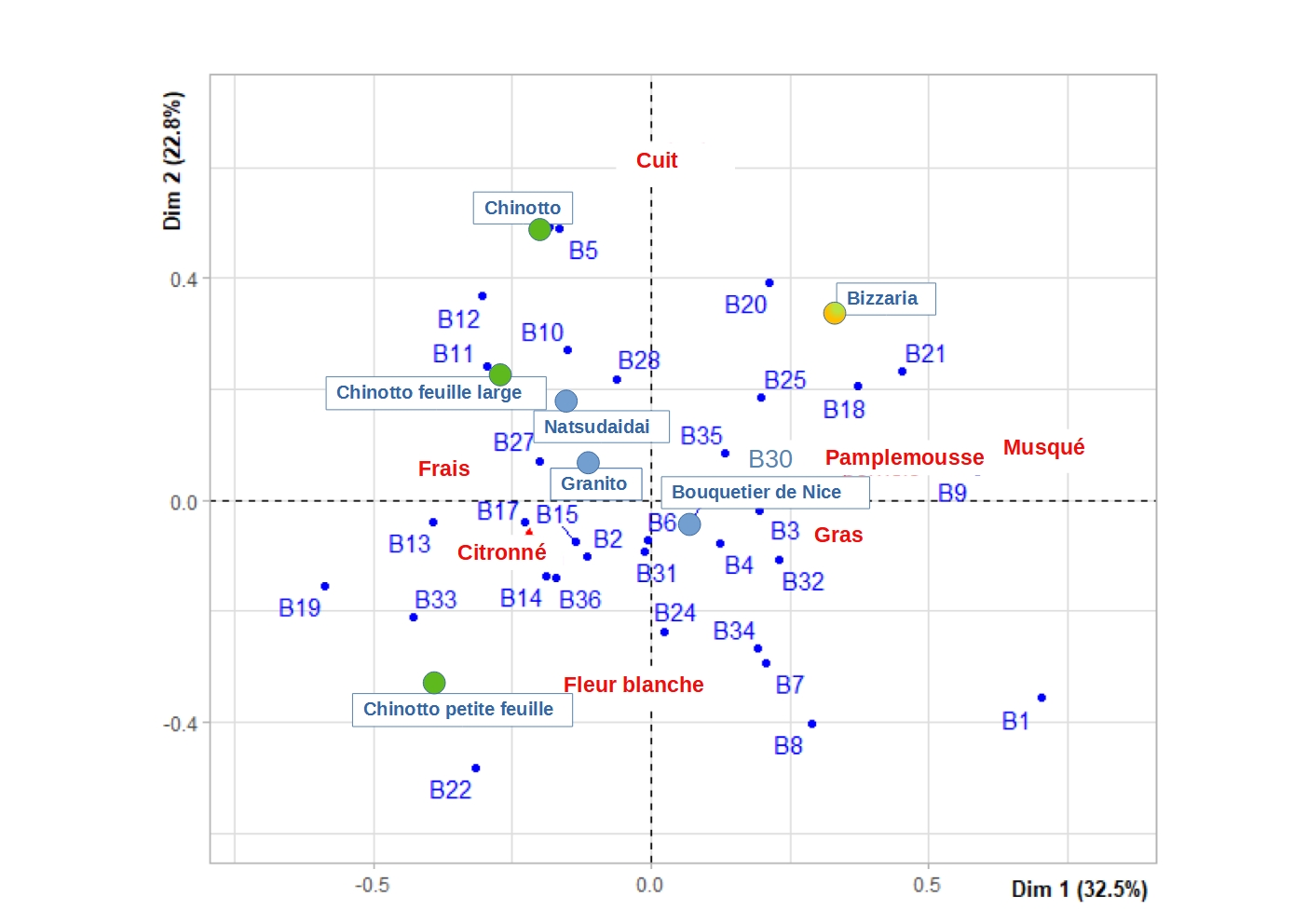
Biểu đồ thể hiện sự đa dạng về hương thơm của 39 mẫu cam chua thường. B28: "Natsudaidai"

### Tinh dầu

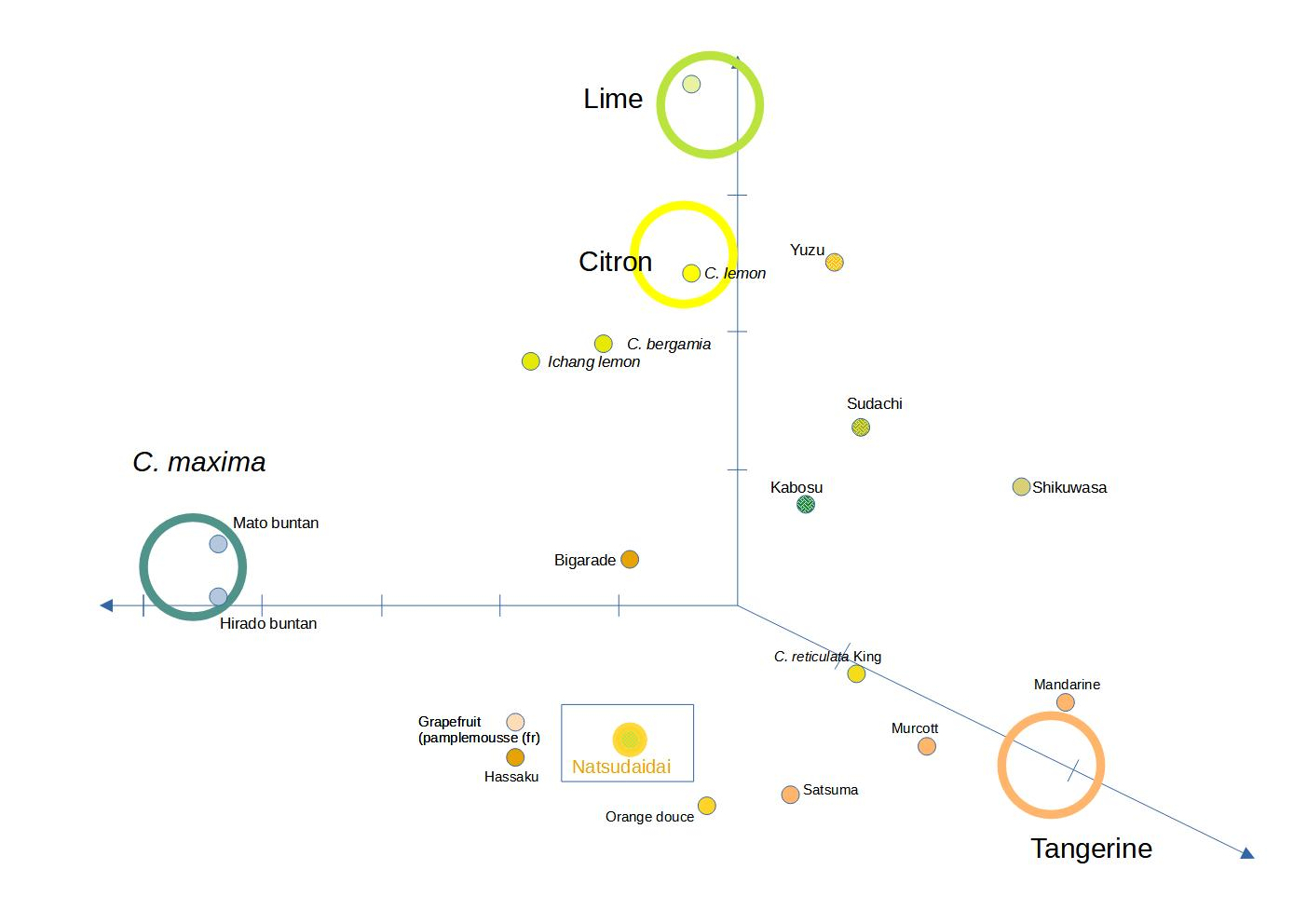
Amanatsu trong đồ thị khoảng cách di truyền của cây có múi (Shimizu và cộng sự 2016), nằm cách đều quýt và bưởi, trong một tam giác cam chỉ, bưởi, cam ngọt. Biểu đồ này giúp định hình hương vị của quả.